# Cornelia Isler-Kerényi
Cornelia Isler-Kerényi (geboren 1942 in Budapest) ist eine Schweizer Klassische Archäologin.
Cornelia Isler-Kerényi, Tochter des  ungarischen Klassischen Philologen und Religionswissenschaftlers Karl Kerényi, wuchs in der italienischen Schweiz auf. Sie studierte Klassische Archäologie an den Universitäten München und Zürich. In Zürich wurde sie mit einer Arbeit über Nike. Der Typus der laufenden Flügelfrau in archaischer Zeit im Jahr 1967 promoviert.
Von 1971 bis 1974 nahm sie an den Ausgrabungen in Ietas auf dem Monte Iato in Sizilien teil, wo sie ihren Mann, den Schweizer Klassischen Archäologen Hans Peter Isler, kennenlernte. Zudem grub sie in Eretria und auf Samos aus. Ab 1985 wirkte Cornelia Isler-Kerényi an zahlreichen Universitäten der Schweiz und Italiens als Dozentin – ausser an den Universitäten Zürich und Neuchâtel unter anderem an den Universitäten Urbino, an den „L’Orientale“ und „Federico II“ in Neapel und der Scuola Normale Superiore in Pisa.
Im Jahr 2001 war sie Gastprofessorin an der École des hautes études en sciences sociales in Paris, 2006 an der Universität Ferrara, 2009 an der Universität La Sapienza in Rom. Als Fellow war sie 1997–1998 am Wissenschaftskolleg zu Berlin, im Jahr 2000 wurde sie korrespondierendes Mitglied des Deutschen Archäologischen Instituts. Die Universität Pécs verlieh ihr 2002 die Ehrendoktorwürde. Von 1993 bis 2007 war Cornelia Isler-Kerényi Mitglied der Schweizer UNESCO-Kommission.
Zu den Forschungsschwerpunkten Isler-Kerényis zählen die griechische Vasenmalerei des 6. und 5. Jahrhunderts v. Chr., insbesondere bezüglich ikonographischer Fragestellung und methodischer Konzepte, die Wissenschaftsgeschichte der Klassischen Archäologie und Sammlungsgeschichte.

## Publikationen (Auswahl)
- Nike. Der Typus der laufenden Flügelfrau in archaischer Zeit. Rentsch, Zürich 1969.
- Stamnoi. Cornèr Banca, Lugano 1977.
- Dionysos nella Grecia arcaica. Il contributo delle immagini. Istituti editoriali e poligrafici internazionali, Pisa 2001.
- Civilizing Violence. Satyrs on 6th-century Greek Vases. Vandenhoeck & Ruprecht, Göttingen 2004.
- L’arte greca. Jaca Book, Mailand 2008 (deutsch: Griechenland. Antike Kunst und Architektur. Imhof, Petersberg 2008).
- Dionysos in Classical Athens. An Understanding through Images. Brill, Leiden 2015.